# Чарльз Донован
Чарльз Донован (англ. Charles Donovan; 19 вересня 1863, Калькутта, Індія — 29 жовтня 1951, Бертон-он-зе-Вотер, Глостершир) — британський лікар, паразитолог, медичний працівник Індійської медичної служби, виходець з Ірландії. Відомий його відкриттям Leishmania donovani, одного зі збудників вісцерального лейшманіозу та Klebsiella granulomatis, збудника пахової гранульоми, яку також названо на його честь донованозом.

## Біографія

### Ранні роки
Народився в Калькутті, де батько служив суддею у Громадянській службі Індії. Був найстаршим з 11 дітей у сім'ї. Здобув початкову освіту в цій країні, тоді як університетський коледж закінчив вже у місті Корк (Ірландія), куди поїхав у 13-річному віці жити до свого діда, преподобного Чарльза Донована. Навчався медицині в Триніті Коледжі (Дублін). Отримав ступінь доктора медицини в 1889 році в Королівському університеті Ірландії. Після навчання в резидентурі в дублінських лікарнях протягом двох років Донован був призначений капітаном Індійської медичної служби в 1891 році.

### Медична кар'єра
Його у званні капітана відправили до медичного корпусу Королівської армії в Нетлі для підготовки. Після нетривалого перебування в Індії він був дислокований у Форт Дафферін у Мандалаї. Після семи років служби в декількох експедиціях у Бірмі, Індії та Афганістані він був відправлений до Мадрасу (нині Ченнаї) в 1898 році. Спочатку працював у Головному хірургічному управлінні, а згодом був направлений до Медичного коледжу Мадраса та до урядової загальної лікарні (нині носить ім'я Раджива Ганді), обидва були навчальними закладами. У коледжі він був професором, а в лікарні — другим лікарем і обіймав завідування кафедрою фізіології. Його чіткі, старанно підготовлені лекції були добре проілюстровані його відмінними мистецькими здібностями. У 1910 році він був переведений в урядову лікарню Рояпетта, щоб стати її першим медичним суперінтендантом. Продовжував викладати в медичному коледжі аж до дострокового виходу на пенсію в 1919 році в званні підполковника.
Він щодня приїжджав до лікарні о 7.20 ранку і перебував у палатах упродовж 3 годин, розмовляючи з пацієнтами та студентами. Його манера поводження біля ліжка була ідеальною і справляла враження на пацієнтів, створюючи умови для покращення їхнього стану. Перебуваючи в палаті, він часто не цурався роботи молодших фахівців, піднімаючи дитячі ліжка та пацієнтів, ставив клізми, навчав студентів та виконуючи різні інші практичні заходи. Він настільки навчив свою команду, що підготовлені лаборантами препарати були такими ж хорошими, як і зроблені ним. Донован усе робив для поліпшення їжі пацієнтів і не повністю вірив у запропоноване того часу лікування. Він створив свою спортивну атлетичну асоціацію цього коледжу Мадраса та запросив усіх співробітників приєднатися до нього. Він також проводив заняття з носіння правильного цивільного та медичного одягу. Він був відвертим і легко наживав ворогів. Рішуче підтримував свій медичний персонал та інших співробітників, захищаючи їх, іноді невиправдано, перед адміністрацією закладу.

### Особисте життя
Чарльз Донован одружився в Бомбеї в 1891 роціз Мері Врен Донован, його двоюрідною сестрою і дочкою доктора Генрі Донована. У них було дві дочки Гелен і Емі та син Рей.
Після виходу на пенсію він повернувся до Великої Британії і оселився в маленькому селі, Бертон-на-Воді (Глостершир), у «Кемп-хаусі». Його дружина померла в 1940 році, і він жив з двома доньками, поки його син навчався в Кембриджському університеті.
Помер Донован в 1951 році в лікарні Мур Коттедж у Бертон-он-зе-Вотер. Усі його діти теж померли в ранньому віці, не залишивши йому онуків.

### Пам'ять
Королівський університет Корка в Ірландії заснував премію Донована з дерматології. Його портрет було відкрито у 1935 році в Медичному коледжі Мадраса. У 1953 році відділення Хавелок в урядовій загальній лікарні було перейменовано у відділення імені Донована. Його портрет було відкрито і в лікарні Рояпетта в 1965 році.

### Відкриття лейшманій
Смертельне інфекційне захворювання під назвою кала-азар отримало широке поширення в Індії відразу після Індійського заколоту 1857 року. Про першу епідемію повідомили в 1870 році британські медичні працівники з Ассама. У 1900 році Вільям Буг Лейшман вперше виявив збудника — найпростіший мікроорганізм в англійського солдата, військова частина якого дислокувалася у передмісті Калькутти Дум-Думі, і помер в армійській медичній клініці в Нетлі. Але він помилково сприйняв мікроорганізм як трипаносому, вже відоме найпростіше, поширене в Африці та Південній Америці. У 1903 році Лейшман опублікував своє відкриття в Британському медичному журналі, який з'явився 11 травня. Публікація мала назву «Про можливість виникнення трипаносомозу в Індії».
17 червня 1903 року Донован виявив паразитів у тканині селезінки та в крові зараженого молодого хлопця, який потрапив до урядової лікарні. Донован визначив ці утворення як збудників кала-азару. У той час, як вважалося, хвороба являла собою стійку до хініну малярію, він написав коментар про своє відкриття в тому ж журналі, використовуючи ту ж саму назву, що і Лейшман. Коментар з'явився в журналі 11 липня 1903 року. Незабаром виникла суперечка щодо того, у кого пріоритет у такому монументальному відкритті. Донован надіслав кілька своїх мазків Рональду Россу і Альфонсу Лаверану з Пастерівського інституту в Парижі. Лаверан та його колега Фелікс Месніл визначили найпростішого (та ще неправильно) членами роду Piroplasmida та дали наукову назву Piroplasma donovanii. Саме Росс вирішив конфлікт пріоритетності у відкритті та правильно визначив вид як члена новітнього роду Leishmania. Він дав популярну назву «тільця Лейшмана—Донована», а згодом назву виду Leishmania donovani, тим самим визнаючи пріоритет обох суперників.

### ВідкриттяKlebsiella granulomatis
Наприкінці XIX століття різні науковці описали під різними назвами пахову гранульому. Але більше 20 років збудник був невідомий. У 1905 році Донован підготував мазки з виразки з рота хлопця в лікарні Мадраса. Під мікроскопом він виявив внутрішньоклітинні тіла як причину ураження. Він описав ці тіла як «гігантські бацили із закругленими кінцями». Хоча він розглядав їх як паразитичних найпростіших, характер цих тілець був предметом суперечки. Їх назвали «тільцями Донована». У 1910 році показано, що велика кількість збудників скупчується у великих моноцитах, і зазначено їхню схожість з найпростішими, такими як Crithidium та Herpetomonas. Опис був подібний до тілець Донована, а вони вважалися приналежними до Sporozoa, і було введено наукове найменування виду Donovania granulomatis. Зрештою наукова назва була остаточно змінена на Klebsiella granulomatis на основі філогенетичного зв'язку з родом Klebsiella. Професор Раджам, колишній студент Донована, назвав хворобу донованозом.

### Зоологічні дослідження
Він захоплювався вивченням метеликів і птахів. Після виходу на пенсію написав «Каталог Macrolepidoptera Ірландії» (1936). Значну частину польових досліджень він проводив у районі Тімоліґа, Корк, коли відвідував там своїх сестер. Він також вивчав метеликів в Індії. У своєму щоденнику за 8 днів до смерті він зробив останні записки про метеликів. Деякі його колекції досі зберігаються в Музеї природознавства в Лондоні та в Оксфорді. Він також проводив особисті дослідження малярії у мавп у горах Нілгірі.